# Agrotis india
Agrotis india là một loài bướm đêm trong họ Noctuidae.